# Oman Telecommunications Company
Oman Telecommunications Company S.A.O.G. (Omantel; arabisch الشركة العمانية للاتصالات, DMG aš-šarika al-ʿumāniyya li-l-ittiṣālāt, kurz عمانتل / ʿUmāntil) ist ein 1987 gegründetes omanisches Telekommunikationsunternehmen im Bereich der mobilen und leitungsgebundenen Kommunikation. Im Dezember 2006 betrug der Umsatz 323,6 Millionen Omanische Rial.
Omantel war 2007 der einzige Internetdienstanbieter mit eigenem Festnetz in Oman mit 270.000 Kunden und die größte Mobilfunkgesellschaft (Oman Mobile) mit 1,49 Millionen Kunden (60 % Marktanteil).
Omantel wurde 2005 teilweise privatisiert, indem Aktien an der Börse in Maskat ausgegeben wurden. Die Regierung hält noch 70 % der Aktien.

## Seekabel FALCON
Das Seekabel FALCON wird in Oman an zwei Stellen mit dem Netz in Oman verbunden, in Sib (Al Seeb) und in al-Chasab.